# Andrew Bird
Pour les articles homonymes, voir Bird.
Andrew Wegman Bird, né le 11 juillet 1973, est un chanteur et musicien américain.

## Biographie
Auteur-compositeur, violoniste de formation et collaborateur de Neko Case, de The Autumn Defense et de la Handsome Family, Bird commence sa carrière avec le groupe Squirrel Nut Zippers sur l’album Thrills. Il poursuit avec le groupe Bowl of Fire, qui joue une musique folk nourrie de multiples influences : ambient, rythme latin, rock, Ravel et pop.
En 2003, Bird se lance en solo avec l'album Weather Systems suivi en 2005 par un second album intitulé The Mysterious Production of Eggs, tous deux distribués par le label Righteous Babe Records, dirigé par Ani DiFranco. 
Influencé par Jeff Buckley et Rufus Wainwright, le style de Bird évolue vers l'indie /folk rock. Il revient en 2007 avec Armchair Apocrypha, un album studio produit sous le label Fat Possum Records. Il sort Break It Yourself et Hands of Glory en 2012, avec les mêmes musiciens.
Bird fait une utilisation peu commune d’instruments tels que le violon et le glockenspiel. Lors de ses concerts, il utilise l'oversampling pour jouer sur ses propres boucles et ainsi créer un son plus proche d'un groupe que d'un artiste solo.
Il a collaboré avec la chanteuse française Emily Loizeau sur le titre London Town que l'on retrouve notamment sur l'album L'Autre Bout du monde (2006).
Il a également composé la trame sonore du film Norman de Jonathan Segal, sorti en 2010.
Il vit actuellement à Elizabeth près de Dubuque.

## Discographie

### En solo
- 1997 : Music of Hair
- 2002 : Fingerlings
- 2002 : The Balad of the Red Shoes
- 2003 : Weather Systems
- 2004 : Fingerlings 2
- 2004 : Sovay
- 2005 : The Mysterious Production of Eggs
- 2006 : Fingerlings 3
- 2007 : Armchair Apocrypha
- 2009 : Noble Beast
- 2009 :  Useless Creatures
- 2012 : Break it Yourself
- 2012 : Hands of Glory
- 2013 : I Want to See Pulaski at Night
- 2014 : Things are Really Great Here, Sort of…
- 2015 : Echolocations: Canyon…
- 2016 : Are You Serious
- 2017 : Echolocations: River
- 2019 : My Finest Work Yet
- 2020 : HARK![2]
- 2021 : These 13 (Andrew Bird & Jimbo Mathus)
- 2022 : Inside Problems
- 2023 : Outside Problems

### Bowl of Fire
- 1998 : Thrills
- 1999 : Oh The Grandeur
- 2001 : The Swimming Hour

### Participations
- 2017 : Esperanza Spalding, Exposure (Condord)

## Filmographie
- 2016 : Outside in de Lynn Shelton
- 2022 : La Bulle (The Bubble) de Judd Apatow
- 2023 : Poolman de Chris Pine